# Gmina związkowa Kirchberg (Hunsrück)
Gmina związkowa Kirchberg (Hunsrück) (niem. Verbandsgemeinde Kirchberg (Hunsrück)) – gmina związkowa w Niemczech, w kraju związkowym Nadrenia-Palatynat, w powiecie Rhein-Hunsrück. Siedziba gminy związkowej znajduje się w mieście Kirchberg (Hunsrück).

## Podział administracyjny
Gmina związkowa zrzesza 40 gmin, w tym jedną gminę miejską (Stadt) oraz 39 gmin wiejskich:
| - Bärenbach - Belg - Büchenbeuren - Dickenschied - Dill - Dillendorf - Gehlweiler - Gemünden - Hahn - Hecken - Heinzenbach - Henau - Hirschfeld (Hunsrück) - Kappel - Kirchberg (Hunsrück) - Kludenbach - Laufersweiler - Lautzenhausen - Lindenschied - Maitzborn | - Metzenhausen - Nieder Kostenz - Niedersohren - Niederweiler - Ober Kostenz - Raversbeuren - Reckershausen - Rödelhausen - Rödern - Rohrbach - Schlierschied - Schwarzen - Sohren - Sohrschied - Todenroth - Unzenberg - Wahlenau - Womrath - Woppenroth - Würrich |